# Safecast
Safecast è un'organizzazione internazionale incentrata sul volontariato e dedicata alla scienza dei cittadini per il monitoraggio ambientale. Safecast è stata fondata da Sean Bonner, Pieter Franken e Joi Ito poco dopo il disastro nucleare di Fukushima Daiichi in Giappone, in seguito al terremoto di Tōhoku dell'11 marzo 2011 e gestisce una rete globale di dati opensource per il monitoraggio delle radiazioni ionizzanti e della qualità dell'aria.
Il team di Safecast, con l'aiuto dell'International Medcom, di Tokyo hackerspace e di altri volontari, ha progettato vari dispositivi per la mappatura delle radiazioni. Haiyan Zhang ha sviluppato una mappa interattiva, ampiamente utilizzata, dei livelli di radiazione in tutto il Giappone ed è stato consulente per la mappatura nella fase formativa di Safecast. I dispositivi simili a contatori Geiger sviluppati includono bGeigie e bGeigie Nano per applicazioni mobili (misurazioni a distanza e a piedi) e stazioni fisse denominate Pointcast. Nonostante sia un progetto di citizen science, la qualità professionale e i dati di livello scientifico sono stati ricercati fin dall'inizio e la metodologia e i set di strumenti sviluppati e implementati da Safecast sono citati nella letteratura scientifica e dai governi.
Tutti i dati vengono raccolti tramite l'API di Safecast e sono presentati nella loro mappa interattiva disponibile al pubblico con copertura globale.
Safecast si è poi espanso per offrire sensori per la qualità dell'aria (PM1, PM2.5, PM10 µg/m³ Particolato), i cui dati vengono riportati in una mappa interattiva.
Nel 2020 il progetto ha effettuato 120 milioni di osservazioni e calcolato i tassi medi di radiazioni ionizzanti in 330 città di tutto il mondo.

## bGeigie Nano
Il Safecast bGeigie Nano è un rilevatore portatile di radiazioni equipaggiato con un Geiger-Müller tube, un sistema GPS integrato ed una porta microSD.

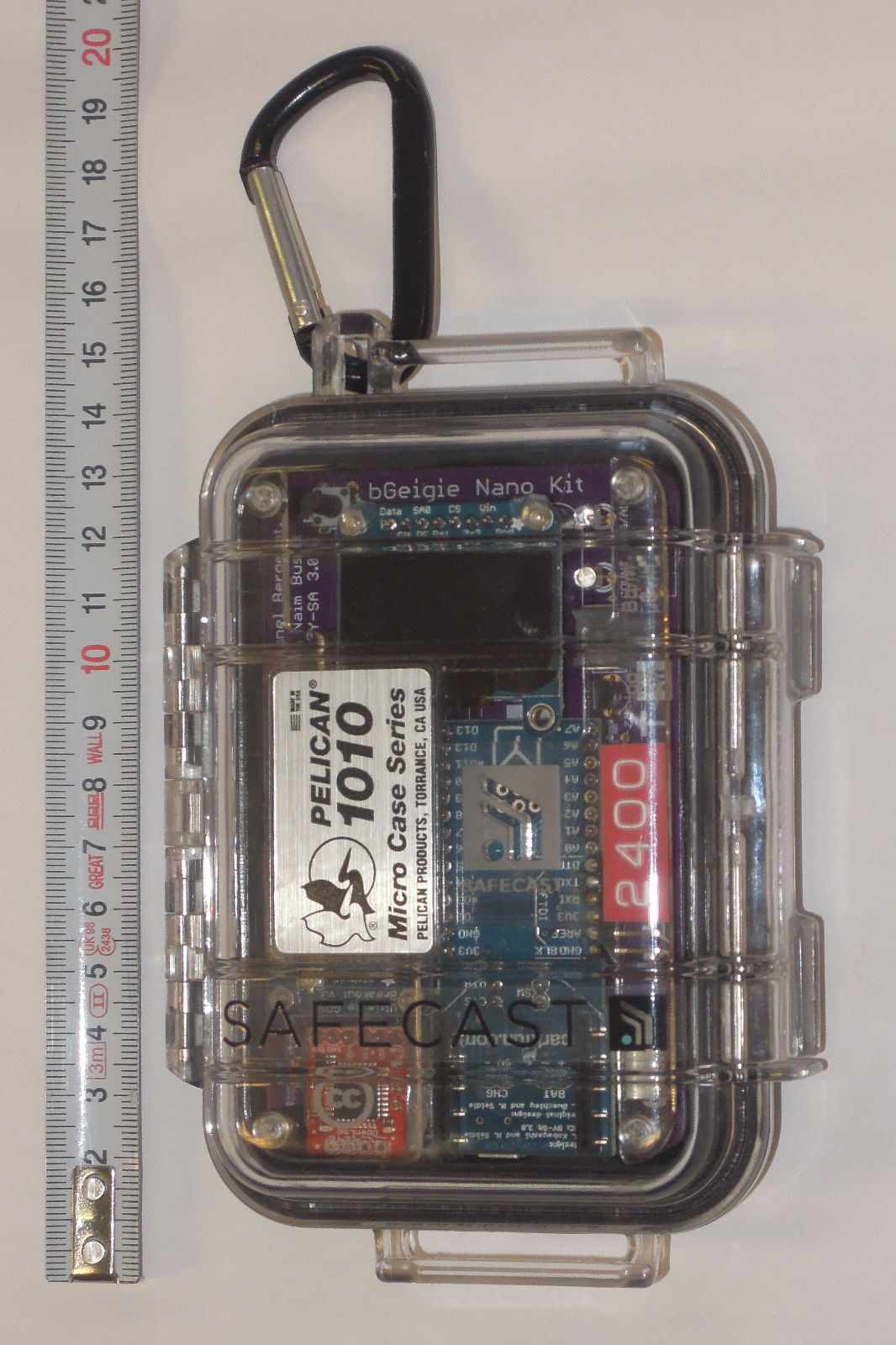
bGeigie Nano chiuso
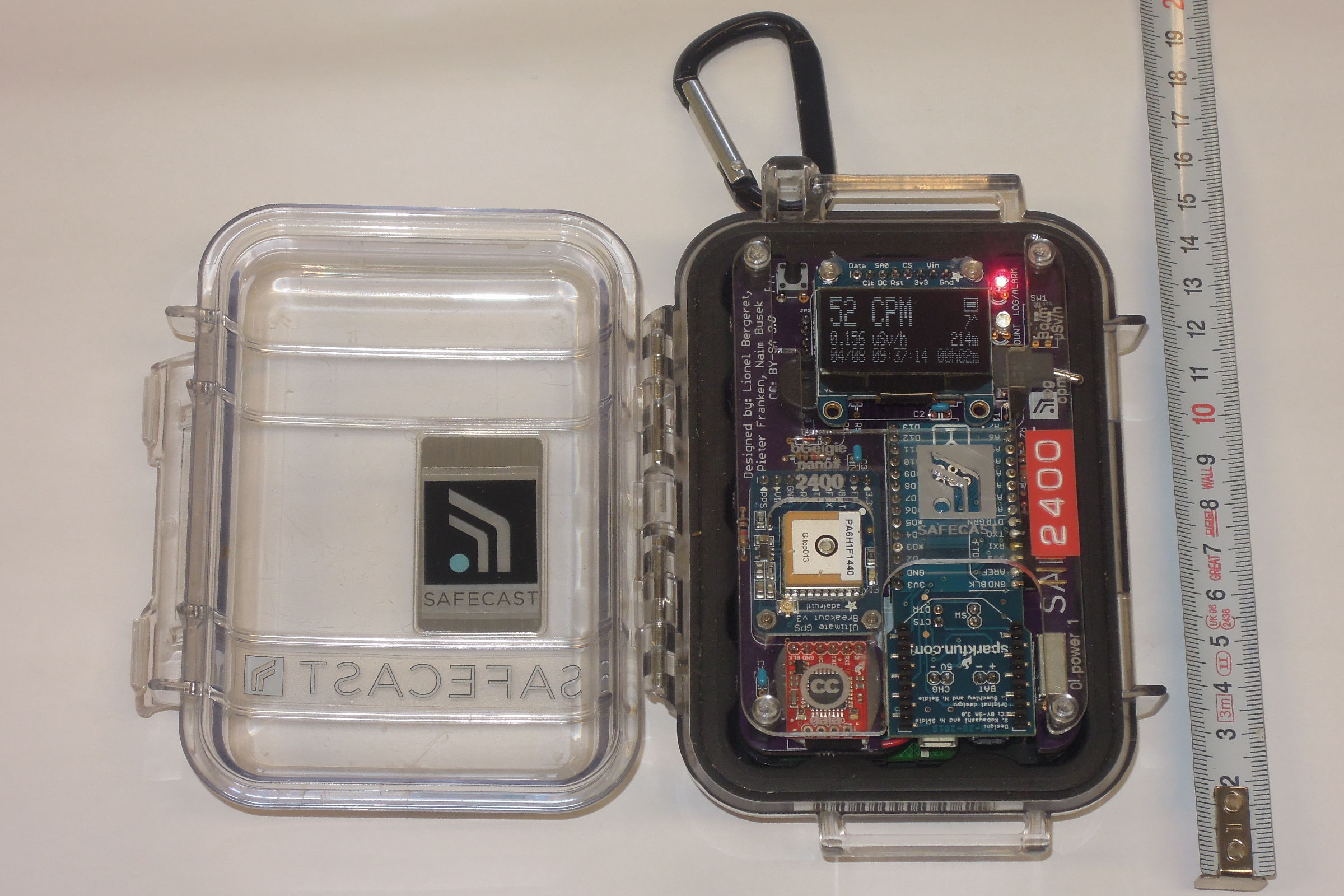
bGeigie Nano aperto

Il bGeigie Nano è disponibile come kit e non come dispositivo pronto all'uso, quindi l'utente deve imparare a saldare per costruirlo. Fino a novembre 2020 il kit poteva essere acquistato dalla pagina del prodotto, al momento, invece, non è più possibile .
Il dispositivo è stato sviluppato in collaborazione con l'International Medcom Inc. e condivide alcune parti con il loro rivelatore Inspector Alert.
Secondo la pagina safecast su Github, "bGeigie Nano è una versione più leggera del bGeigie Mini che utilizza un Arduino Fio, un GpsBee, un OpenLog e un contatore geiger Inspector Alert. L'obiettivo è quello di far stare tutto in un Pelican Micro Case 1040".
La versione finale del bGeigie si trova all'interno del più piccolo Pelican Micro Case 1010. Esso ha le stesse caratteristiche dell' LND 7317 Geiger Müller Tube, un sistema GPS integrato ed è espandibile con un modulo Bluetooth.
Esso offre la scelta tra la misurazione di radiazioni ionizzanti nell'aria con il GPS e senza GPS, mostrando anche i valorii di Bq/m2 (137Cs).
All'interno della sua protezione, il bGeigie nano è calibrato per misurare le radiazioni gamma, ma al di fuori di essa, riesce a misurare anche le radiazioni gamma e beta.
Secondo la pagina KithHub, i dispositivi di Safecast sono utilizzati anche dalle seguenti istituzioni:
- Agenzia internazionale per l'energia atomica (IAEA)
- Istituto per la protezione radiologica e sicurezza nucleare (IRSN), Francia
- Consiglio di difesa delle risorse nazionali (NRDC), Stati Uniti
- Istituto di Protezione delle Radizioni (SURO), Repubblica Ceca

L'NGO in Slovenia, utilizza i bGeigie per monitorare la radioattività in Slovenia.

## Invasione russa dell'Ucraina e iniziativa "bGeigies for Ukraine".
A seguito dell'invasione della Russia in Ucraina, ed in particolare della cattura di Chernobyl da parte della Russia e delle attività condotte dalle loro forze armate in quella zona, è stata proposta una nuova mappatura della regione.
Il 20 luglio 2022, Safecast ha annunciato l'iniziativa congiunta "bGeigies4Ukraine" (#bgeigies4ukraine) di:
- Safecast, Giappone
- SaveDnipro, Ucraina
- Istituto di Protezione delle Radizioni (SURO), Repubblica Ceca
- Riserva della biosfera radioattiva di Chernobyl, Ucraina

Il SÚRO ha fornito 10 bGeigie Nano detectors, ed il successivo monitoraggio delle radiazioni ha portato a oltre 300.000 punti dati raccolti al 17 settembre 2022.
Tutti i dati raccolti nell'ambito dell'iniziativa #bgeigies4ukraine possono essere trovati nella mappa interattiva di Safecast interattiva e sono disponibili sotto la licenza Creative Commons.

## Interruzione della produzione del kit bGeigie Nano e sviluppo di alternative
Nel novembre 2020, KitHub ha annunciato nella sua newsletter via e-mail, l'interruzione della produzione dei kit bGeigie Nano dopo 5 anni. Sono attualmente in fase di sviluppo due dispositivi che potrebbero sostituire bGeigie Nano in futuro ma i dispositivi esterni continueranno a funzionare.

## bGeigie Zen di Safecast
Nell'aprile 2021 Safecast ha annunciato lo sviluppo di un nuovo dispositivo chiamato bGeigie Zen.

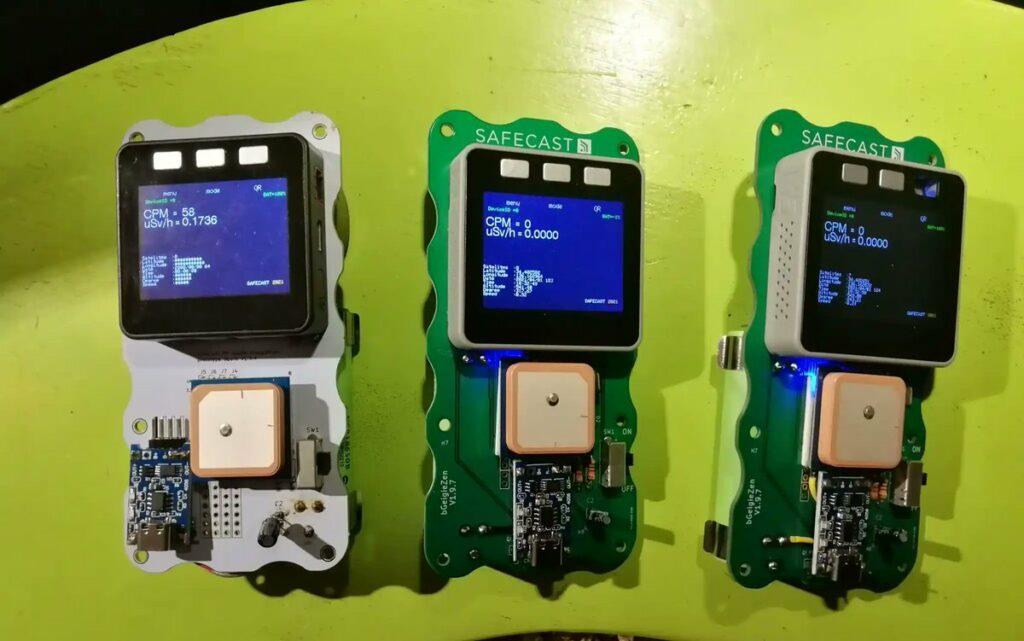
Safecast bGeigie Rivelatore di radiazioni Zen - unità interne
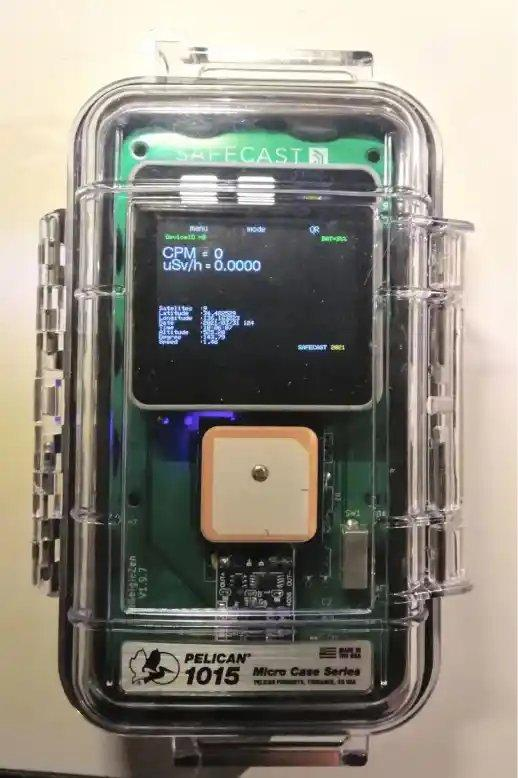
Rilevatore di radiazioni Safecast bGeigie Zen con custodia in plastica

BGeigie Zen è basato sull'originale bGeigie ma utilizza dei nuovi moduli: il SafePulse e l' M5Stack. Il prototipo mostrato in foto è costruito all'interno della protezione di un Pelican 1015.

## CzechRad di SÚRO
CzechRad è un'alternativa a bGeigie attualmente in sviluppo. Esso, utilizzo lo stesso contatore geiger LND 7317 del bGeigie Nano, stessa protezione in plastica del Pelican 1010 e lo steso formato di esportazione dei dati (.log).

Confrontato col bGeigie, CzechRad non è assemblato da molti moduli commerciali, ma invece usa schede progettate su misura da aziende e prodotte su misura dall'azienda Tesla. Mentre il bGeigie Nano usa un display OLED invertito (testo nero su schermo nero), il CzechRad utilizzo un LCD standard monocromatico, che è più leccibile durante le ore di luce rispetto ad un OLED.

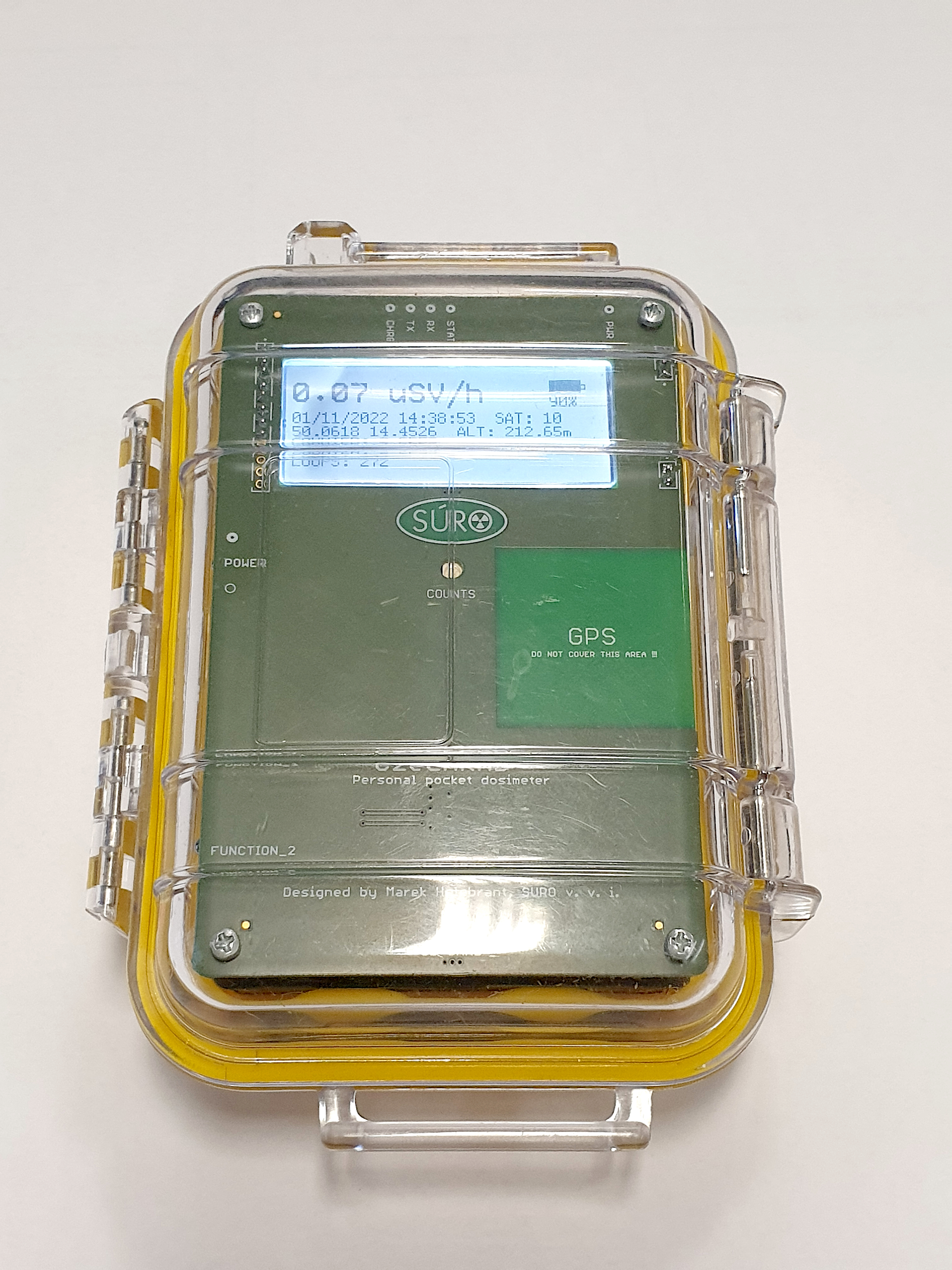
Prototipo di pre-produzione CzechRad con custodia chiusa
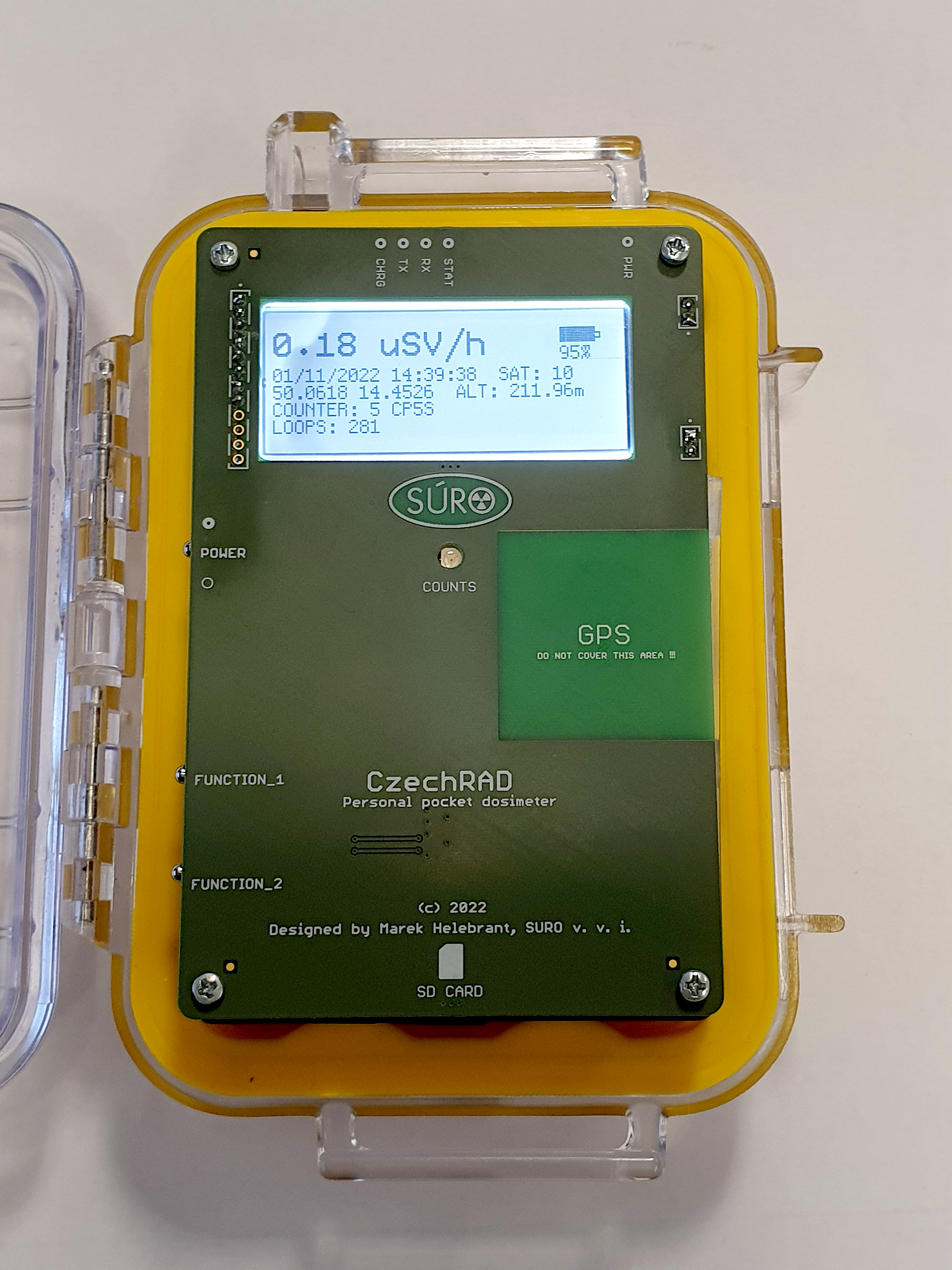
Prototipo di pre-produzione di CzechRad aperto